# Otte-Guillaume de Bourgogne
Otte-Guillaume Ier de Bourgogne ou Otte-Guillaume de Mâcon (v. 960/962 - 1026), parfois écrit Otto, est le premier comte de Bourgogne (982-1026) et comte de Mâcon par mariage.
Orphelin dans son jeune âge de son père le roi Aubert Ier d'Italie, Otte-Guillaume est adopté par le duc de Bourgogne Eudes-Henri dit Henri le Grand, second époux de sa mère, et mort sans enfant. Il conteste le duché au neveu d'Henri, le roi Robert le Pieux à la mort d'Henri de Bourgogne. La guerre de succession de Bourgogne entre Otte-Guillaume et le roi Robert dure de 1003 à 1005.
Otte-Guillaume souhaite également jouer un rôle majeur au sein du royaume de Bourgogne, tenu par le roi Rodolphe III qui n'a pas d’héritier légitime. Il se révolte en 1016 contre l'empereur Henri II qui se pose comme protecteur et héritier de ce royaume.

## Famille
Son père est le roi associé Aubert Ier d'Italie, arrière-petit-fils de Bérenger Ier de Frioul, roi d'Italie (898-900 et 902–922) et empereur d'Occident (915–924). Son grand-père paternel Bérenger II d'Italie ou Bérenger d'Ivrée est le petit-fils par sa mère de Bérenger Ier). 
Aubert ou Adalbert d'Italie est le premier époux de sa mère qui est Gerberge (en) (v. 947 - 11 déc. 986/991), fille d'Adélaïde de Vienne, et épouse de Lambert de Chalon, comte de Chalon et vicomte d'Autun.  
Par ses origines maternelles, Otte-Guillaume se rattache aux Bosonides Garnériens présents à Sens, à Troyes, à Beaune mais surtout au sein du royaume de Bourgogne grâce à l'influent Hugues de Vienne. Ce comte palatin Hugues, frère d'Adélaïde Vienne aurait aussi favorisé une alliance entre sa famille et les Guilhelmides. 
Lambert de Chalon et Adélaïde de Vienne ayant d'autres enfants, Otte-Guillaume est le neveu (ou demi-neveu) de :
- Hugues de Chalon, comte de Chalon (987-1039) et évêque d'Auxerre (999-1039), qui sera souvent l'adversaire d'Otte-Guillaume ;
- Mathilde, mariée à Geoffroy de Semur-en-Brionnais[7].

## Biographie

### Naissance et enfance
Otte-Guillaume  naît vers 960/962. Son père a combattu le roi de Germanie Otton Ier pour conserver son trône d'Italie. Battu, il quittera la Péninsule par la Provence et finira sa vie à Autun. Ainsi quand l’enfant vient au monde, l’Italie est aux mains d’Otton Ier.
Son premier nom est : Othon,, Otto, Otton. Guillaume (Willelmus) sera un cognomen, un second nom. Le roi de Germanie qui est en train de rétablir l’Empire, serait à l’origine de ce premier nom. Le jeune enfant ne peut porter un anthroponyme qui évoque les derniers rois italiens (Bérenger ou Adalbert).
En 972, Adalbert décède à l'âge de 41 ans. Le jeune Otte-Guillaume qui a été placé dans un monastère Lombard s'en échappe en compagnie d'un moine pour rejoindre ses proches en Bourgogne. L'orphelin de père a alors environ 11 ans. 
Sa mère se remarie vers 973 avec le duc Henri Ier de Bourgogne dont elle n'aura pas d'enfant. Otte-Guillaume devient le beau-fils de son suzerain le duc de Bourgogne Henri Ier, qui l'adopte. C’est en arrivant en Bourgogne et en devenant ce fils adoptif qu’Otto prend le second nom de Guillaume. De serviteur de l’empereur, il devient celui du duc de Bourgogne et ce nom qui rappelle ses ascendances Guilhelmides le voue à agir à l’ouest du duché.

### Comte de Mâcon
Vers 981 il devient comte de Mâcon en épousant Ermentrude de Roucy († vers 1005), fille de Renaud de Roucy, comte de Reims et seigneur de Roucy, et d'Albérade de Hainaut - elle-même fille du duc Gislebert de Lotharingie et de Gerberge de Saxe. Ermentrude de Roucy est veuve d'Aubry II de Mâcon († 982) et héritière du comté de Mâcon par ce premier mariage ; le titre passerait par mariage à Otto qui devient comte de Mâcon ainsi que de tous les honneurs que détenait la lignée d'Aubry II sur la rive gauche de la Saône : dans le nord du pagus de Lyon, dans les pagi bourguignons d'Escuens, d'Amous et de Varais.
Ce mariage le rapproche de son beau-frère, Brunon de Roucy, évêque de Langres.
Dès 997, il associe son fils aîné Guy Ier de Mâcon au pouvoir de comte pour Mâcon.

### Nevers, Beaune et Sainte-Bénigne de Dijon

#### Comté de Nevers
Son union avec Gerberge a permis au duc Henri d'associer la gestion du comté de Nevers à celle du duché. Cette charge doit revenir à Guillaume, fils de Gerberge. Toutefois après la mort de sa mère, Otte-Guillaume préfère récupérer fonction comtale à Beaune où se situe le douaire de cette dernière (Veuvey-sur-Ouche). Le comté de Nevers sera confié au fidèle Landry.

#### Comte de Beaune et avoué de l'abbaye Sainte-Bénigne
En articulant sa principauté sur la vallée de la Saône et à l'Est de celle-ci plutôt que sur la Loire, Otte-Guillaume utilise plus fréquemment son premier nom d'Otto que celui de Guillaume. Ainsi au sein de sa cour comtale à Beaune : Belno, in curia Ottonis comitis. Le retour de l’appellation d'Otto signifie une légitimité à gérer une principauté à cheval sur plusieurs royaumes.
Otte-Guillaume est devenu avoué (protecteur laïc) de l'abbaye de Saint-Bénigne de Dijon. Ainsi quand Foucher, prieur du prieuré Saint-Léger près de Pontarlier, porte plainte contre l'abbé Guillaume de Volpiano de Saint-Bénigne au sujet d'un bois à Cessey-sur-Tille, l'affaire vient devant Henri le Grand, duc de Bourgogne, avoué de Saint-Léger, Otto-Guillaume, avoué de Saint-Bénigne et Brunon de Roucy, évêque de Langres. Les parties sont invitées à procéder, en présence du comte Richard de Dijon et de plusieurs nobles, chargés de trancher le débat. Ceux-ci prescrivent un combat singulier. Au jour fixé, le prieur de Saint-Bénigne, comparaît, mais son adversaire se dérobe.

### Consolidation du pouvoir comtal dans le diocèse de Besançon
Otte-Guillaume reprend la politique d'Aubry Ier de Mâcon († 943) pour accroître son influence dans le diocèse de Besançon. Il intervient dans les quatre pagi bourguignons qui le compose. En Amous, où une des villes principales Dole, porte des monnaies à son effigie. En Escuens, où il souscrit des actes dans la région de Poligny ou de Salins. En Varais, où il intervient dans l'élection au siège de Besançon en 1015. C'est avec Otte-Guillaume que les comtes de Mâcon et de Bourgogne interviennent aussi en Portois en particulier à Port-sur-Saône.
La principauté d'Otte-Guillaume s'étend des monts du Mâconnais au seuil de Montbéliard. Elle contrôle des passages fluviaux sur la Saône et ses affluents et de nombreux cols du Jura. La Via Francigena entre l'Italie et le nord de l'Europe la traverse.

### Succession du duché de Bourgogne
Le duc Eudes-Henri Ier de Bourgogne, meurt en 1002 sans postérité, laissant son fils adoptif Otte-Guillaume et son neveu, le roi Robert II le Pieux comme héritiers possibles du duché de Bourgogne. Une guerre de succession de plus de trois ans s'ouvre. Otte-Guillaume obtient le soutien de son gendre, le comte Landry de Nevers et de son beau-frère, l'évêque de Langres, Brunon de Roucy.
Son seul adversaire d'envergure sur Auxerre est Hugues de Chalon, évêque d'Auxerre depuis 999, également comte de Chalon (987-1039) et un soutien du roi depuis le début. Hugues de Chalon sera d'ailleurs à ses côtés au premier siège d'Auxerre en 1003. Ensuite, il est probable qu'Hugues de Chalon ait mis en défense son comté de Chalon face à Otte-Guillaume et ses partisans. Le roi Robert II le Pieux fait aussi appel au duc de Normandie Richard II qui aurait amener 30 000 hommes. Après deux sièges infructueux, devant Auxerre le 10 novembre 1003 puis devant l'abbaye Saint-Germain (toujours hors des murs de la ville à cette époque), le roi se retire non sans avoir pillé et incendié l'arrière-pays.
En 1005, Robert et son ost et les Normands sont de retour. Ils prennent Avallon après plusieurs jours de siège, puis Auxerre. Un arrangement avait déjà dû intervenir entre le roi et Otte-Guillaume qui se trouve auprès du roi lors du siège d’Avallon. Ce dernier renonce au gouvernement du duché mais peut conserver le comté de Beaune et l'avouerie de Saint-Bénigne de Dijon à titre viager. À l’issue des accords de 1005-1006, le titre ducal et l’ensemble des possessions du feu duc Henri reviennent aux Capétiens. Excepté la province épiscopale de Langres, avec sa cité de Dijon, toujours en possession de l'évêque de Langres Brunon de Roucy, et qui bénéficiera aussi d'un statut particulier jusqu'à la mort de l'évêque.
1005 voit le décès prématuré du fils aîné d'Otte-Guillaume Guy Ier de Mâcon, avant que celui-ci ait succédé à son père à la tête du comté de Bourgogne. Otton II de Mâcon, le fils de Guy Ier de Mâcon, hérite du comté de Mâcon.
Vers 1007, Otto-Guillaume épouse en secondes noces une Adélaïde dont les origines ne sont pas certaines.
Le roi Rodolphe III de Bourgogne (dernier roi de Bourgogne par manque d'héritier) reconnaît son neveu, de la maison des Ottoniens, l'empereur germanique Henri II du Saint-Empire, comme suzerain protecteur et héritier de son royaume, dont dépend le comté de Bourgogne. Otte-Guillaume et d'autre seigneurs bourguignons se révoltent alors contre l'autorité de suzeraineté sur le Royaume de Bourgogne et sur le comté de Bourgogne légitimement revendiqué par l'empereur germanique. Le comté de Bourgogne tombe néanmoins sous la suzeraineté de l'empereur germanique Conrad II le Salique à la mort de Rodolphe III de Bourgogne en 1032.
Décédé le 21 septembre 1026, il est inhumé au monastère de Saint-Bénigne de Dijon. Son fils Renaud Ier de Bourgogne lui succède comme comte de Bourgogne.

## Mariages et enfants
Avant 981/982 il épouse en premières noces Ermentrude de Roucy (v. 947/952-†5 octobre v. 1002/1004), fille de Renaud de Roucy (Ragenold) comte de Roucy, et d'Albérade de Hainaut - cette dernière fille du duc Gislebert de Lotharingie et de Gerberge de Saxe. Ermentrude de Roucy, jeune veuve sans enfant de son premier mariage avec Aubry II de Mâcon († 982), est l'héritière par mariage du comté de Mâcon.
Ils ont pour enfants :
- Le futur comte Guy Ier de Mâcon (vers 982-1004), mentionné pour la première fois en 994[40]. Il porte le titre de comte dès 997[41], jusqu'en 1002. En 1004 il est déjà mort quand son propre fils Otto est qualifié de comte adolescens, donc encore jeune[8],[42] ;

- Mathilde de Bourgogne (Matildis, †13 novembre ou 13 décembre 1005), la plus âgée des filles[8],[n 9], enterrée à Saint-Étienne d'Auxerre. Elle épouse en 995 le comte Landry de Nevers[8],[n 9] ;

- Gerberge de Bourgogne (v. 985–† entre 1020/1023) est citée dans au moins trois chartes de Saint-Victor de Marseille (1013, 1018, 1019). Elle épouse vers 1002 le co-comte Guillaume II de Provence (†1018, avant le 30 mai), fils de Guillaume Ier de Provence ;

- Le futur comte Renaud Ier de Bourgogne (vers 986-1057), épouse Adélaïde de Normandie avec qui il a Guillaume Tête Hardie (Guillaume Ier de Bourgogne), Hugues de Bourgogne, Foulques, Gui de Brionne et peut-être Adélaïde[43] ;

- Agnès de Bourgogne (?-1068), épouse en 1016 ou après le duc Guillaume V d'Aquitaine (969–1030), puis en secondes noces épouse en 1032 le comte Geoffroy II d'Anjou (1006–1060).

Avant 1016 Otte-Guillaume épouse en secondes noces une Adélaïde dont les origines ne sont pas certaines.

#### Sources primaires
- [Richer 1855] Richer, Historiarum libri quatuor, Reims, Académie impériale de Reims, 1855.
- [Glaber] Raoul Glaber, Les cinq livres de ses histoires (900-1044), Paris, Maurice Prou, 1886, autre version mise en page par Patrick Hoffman d'après Migne et Guizot sur remacle.org (lire en ligne).
- [Cartulaire Flavigny] (en) Constance Brittain Bouchard, The Cartulary of Flavigny, 717-1113, Cambridge, C. B. Bouchard, 1991.
- [Cartulaire Paray] Cartulaire du prieuré de Paray-le-Monial, Paris, U. Chevalier, 1890.
- [Chronique de Dijon] Chronique de l'Abbaye de Saint-Bénigne de Dijon, suivie de la chronique de Saint-Pierre de Bèze, Dijon, publ. E. Bougaud et J. Garnier, 1875.
- [Chartes Saint-Bénigne] Chartes et documents de Saint-Bénigne de Dijon, Dijon, G. Chevrier et M. Chaume, 1986.
- [Cartulaire Cluny] Recueil des Chartes de l’Abbaye de Cluny, Paris, A. Bernard - A. Bruel, 1876-1904.

#### Ouvrages
- [Clémencet 1784] Charles Clémencet (congr. de St-Maur), L'Art de vérifier les dates, t. 2, Paris, Alexandre Jombert Jeune, 1784, 3e éd., 924 p. (lire en ligne).
- [Settipani 1994] Christian Settipani, « Les origines maternelles du comte de Bourgogne Otto-Guillaume - Nouvelle synthèse », Annales de Bourgogne, t. 66, nos 261-263,‎ 1994, p. 5-63 (lire en ligne).
- [Aurell, Boyer et Coulet 2005] Martin Aurell, Jean-Paul Boyer et Noël Coulet, La Provence au Moyen Âge, Aix-en-Provence, Publications de l’Université de Provence, 2005 (lire en ligne).
- [Magnani 1997] Eliana Magnani, « La dévotion monastique féminine en Provence (fin Xe - XIe siècles) », dans Saint Mayeul et son temps : Millénaire de la mort de Saint-Mayeul, 4e abbé de Cluny, 994-1994, Actes du Congrès International, Valensole 12-14 Mai 1994, Société scientifique et littéraire des Alpes de Haute-Provence, 1997, p. 67-97 [Édition électronique à télécharger, avec une pagination différente de la version originale].
- [Magnani 1999] Eliana Magnani, Monastères et aristocratie en Provence : milieu Xe -début XIIe siècle, Münster, Lit Verlag, coll. « Vita Regularis. Ordnungen und Deutungen religiosen Leben im Mittelalter » (no 10), 1999 (ISBN 3-8258-3663-0, présentation en ligne) [Édition électronique à télécharger (2015), différente de l'édition de 1999].
- [Manteyer 1908] Georges de Manteyer, La Provence du premier au douzième siècle : Études d'histoire et de géographie politique, Paris, Picard, coll. « Mémoires et documents publiés par la Société de l'École des Chartes » (no VIII), 1908 (lire en ligne).
- [Mazel 2003] Florian Mazel, « Noms propres, dévolution du nom et dévolution du pouvoir dans l'aristocratie provençale (milieu Xe-fin XIIe siècle) », Provence historique, vol. 53, no 212,‎ 2003, p. 131-174 (lire en ligne).
- [Poly 1975] Jean-Pierre Poly, La Provence et la société féodale, 879-1166 : contribution à l'étude des structures dites féodales dans le Midi, Paris, Bordas, 1976, 431 p. (ISBN 2-04-007740-5, EAN 9782040077402) [Extraits limités en ligne sur Gallica].
- [Bijard 2021] Raphaël Bijard, « La construction de la Bourgogne Robertienne (936 - 1031) », sur Academia, 2021, p. 36-96.
- [Piganiol 1754] Jean-Aimar Piganiol de la Force, Nouvelle description de la France : dans laquelle on voit le gouvernement de ce Royaume : Tome XIII, Paris, 1754.
- [Stasser 1997] Thierry Stasser, « Adélaïde d'Anjou, sa famille, ses unions, sa descendance. État de la question », Le Moyen Âge, vol. 103, no 1,‎ 1997, p. 9-52 (ISSN 0027-2841, lire en ligne).